# Železniční trať Opava východ – Hlučín – Petřkovice
Železniční trať Opava východ – Hlučín – Petřkovice (část trati je v jízdním řádu pro cestující uvedena jako trať č. 317) je železniční trať, která je od roku 1950 provozována jen mezi Opavou a Hlučínem. Trať je neelektrizovaná a jednokolejná. Jedná se o dráhu regionální.

## Historie

### Historické okolnosti
Většina tratí vznikla na základě koncepce, která zohlednila geopolitické zájmy státu, dopravní potřeby regionu a návaznost tratě na již existující železniční síť. Na základě této koncepce byly vypracovány detailní stavební plány a stanoven termín dokončení. Hlučínsko zažívalo rychlé změny geopolitické a hospodářské, a to mělo vliv na plánování železničních tratí. Železniční trať Opava západ – Hlučín – Petřkovice je příkladem vzniku trati, kde se v průběhu času zásadně měnily priority. Každý z úseků tratě vznikl s jiným záměrem.

### 1. úsek
Hlavním městem rakouského Slezska byla Opava ležící v blízkosti hranice s Pruskem. Opava měla od roku 1855 železniční stanici Opava východ (tehdejší Troppau Nordbahnhof), ve kterém končila odbočná trať ze Svinova do Opavy, která odbočovala ze Severní dráhy císaře Ferdinanda. Opava tedy byla propojena s hlavním městem Vídní, ale spojení s Pruskem chybělo.  
Vybudování tratě směřující do Opavy bylo především v zájmu pruského státu. Železnice by vedla pruskou pohraniční oblastí a umožnila by tak její rozvoj. Pro dopravce by v případě vybudování tratě odpadla nutnost platit vysoké tarify Severní dráze císaře Ferdinanda při využívání jejich tratí při dopravě do Opavy. Výhody železnice pochopili i představitelé měst Hlučína (Hultchin) a Kietrz (Katscher) a prostřednictvím petic prosazovali projekty železnice vedoucí přes jejich města. Vedení kraje preferovalo trasování přes Chuchelnou s tím, že právě tento projekt nejvíce odpovídá obecným obchodním zájmům okresu, protože tato železnice vede středem okresu, jeho nejhustěji osídlenou a nejúrodnější oblastí. Vedení Hornoslezské dráhy dne 12. dubna 1883 oznámilo, že ministr veřejných prací nevznesl proti tomuto projektu žádné námitky. Okresní úřad vzal v potaz i finanční příspěvky knížete Lichnovského a obcí Štěpánkovice (Sczepankowitz) a Krzanowice (Krzanowitz) a zdarma poskytnuté pozemky Wilhelmem von Fontaine na území Kravař (Krawarn). Stále se objevovaly pochybnosti o rentabilitě trati.
Dne 14. března 1885 byla uzavřena Státní smlouva o přípojích železničních mezi C. k. rakouskou a Královskou pruskou vládou, kterou ratifikoval císař 19. května 1885. Platnost smlouvy byla vyhlášena zákonem dne 23. června 1885. Spojení Opavy, konkrétně Opavy západ s pruskou Ratiboří bylo vybudováno dne 20. října 1895, když projel první vlak po železniční trati Opava západ – Ratiboř. Mimoúrovňovým křížením v blízkosti stanice Opava východ byly překonány železniční tratě:
- z Ostravy-Svinova do Opava východ (z roku 1855)
- z Opavy východ do Benešova (Horního)

Po vybudování trati Opava východ - Hradec se dále zvýšil počet cestujících na stanici Opava východ a jediný možný přestup na trať Opava západ - Petřkovice byl přes blízkou zastávku. Bylo nutno provést dopravní opatření. Linka byla zkrácena; od 28. května 1928 zajížděly vlaky od Petřkovic už do stanice Opava východ, kde také skončily. Nebyly provedeny žádné stavební úpravy, doprava se řešila úvratí. Na části trati byly vlaky sunuty.
Počátkem 30. let dvacátého století započaly práce na přeložce mimoúrovňové tratě přímo do stanice Opava východ. Jízdy v rámci zkušebního provozu byly zahájeny 6. října 1933 a oficiální provoz začal dne 13. prosince 1933.
Versailleská smlouva platná od 10. ledna 1920 změnila hranice ve střední Evropě. Na základě zákona č. 76 Sb. ze dne 30. ledna 1920 došlo k majetko-právnímu včlenění (inkorporaci) Hlučínska do Československé republiky. Československo získalo část trati Opava – Ratiboř, ale od německých drah tuto část ČSD převzaly až 1. února 1930. Jednalo se o 17,375 km trati ( od odbočné výhybky na východní nádraží po novou státní hranici).
Dne 4. února 1920 se vláda ČSR ujala správy Hlučínska. Od 1. srpna 1920 počaly na Hlučínsku platit tarify ČSD, i přesto, že tratě na Hlučínsku provozovaly německé dráhy za dohodnutou úplatu.
Úsek Opava západ – Kravaře na trati Opava – Ratiboř se stal součástí železniční trati Opava západ – Hlučín – Petřkovice.

### 2. úsek

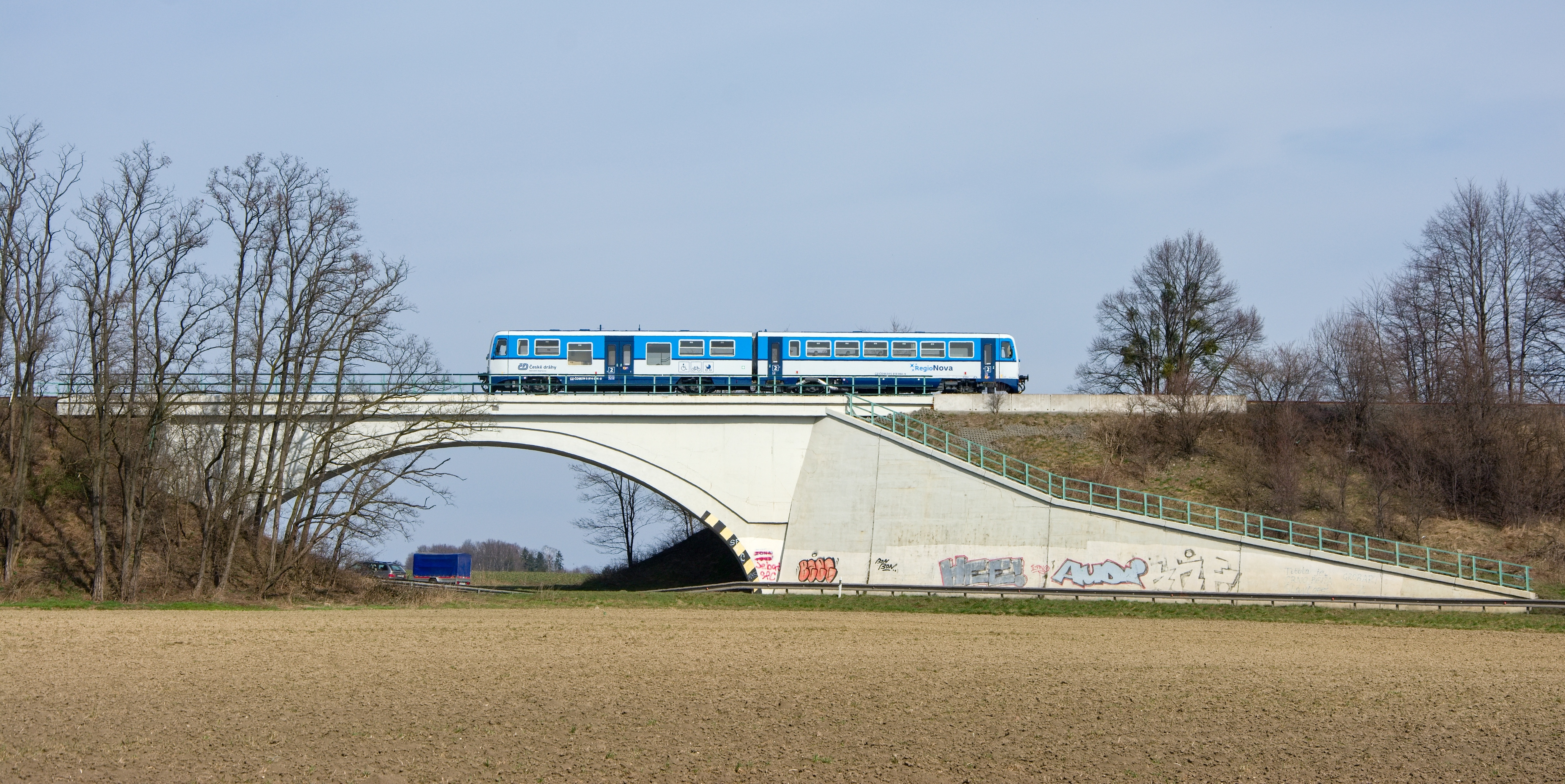
Most nad silnicí I/56 u Hlučína

Trasa vedoucí do Opavy pruským územím přes Hlučín byla v roce 1883 zavržena jako nákladná a vlaky od 20. října 1895 začaly jezdit přes Chuchelnou. Hlučín se nevzdal a ještě v roce 1895 předložil pruskému ministrovi návrh „sekundární"  železnice, která měla začínat v Annabergu (Chałupki) a připojit se na trať Opava – Ratiboř v Kravařích. Byl to projekt, který vypracovala firma Eisenbahn und Kleinbahn pánů Schikory a Wolfa z Katowic (Katowitz). Tento plán už reagoval na výhrady barona Nathaniela von Rothschild, který nesouhlasil s původním návrhem města Hlučína, protože protínal jeho lovecký revír. Návrh obsahoval i odbočku do Petřkovic a dále do Moravské Ostravy. Dne 3. listopadu psal tisk o probíhajících zeměměřičských pracích, které měly být realizovány po úsecích:
1. Hlučín – Kravaře
2. Hlučín – Petřkovice
3. Hlučín – Annaberg[7]

Na příkaz ministra provedla inspekce železničního provozu v Ratiboři šetření rentability plánované trati. O definitivním rozhodnutí pruských úřadů stavět tuto trať se psalo i v českém tisku už v roce 1907. Trasování bylo stanoveno dne 17. března 1910. V polovině roku 1911 se odbočná trať z Kravař přes Hlučín do Annabergu začala stavět. K slavnostnímu zahájení provozu v úseku Kravaře – Hlučín došlo 28. listopadu 1913. Úsek Kravaře – Hlučín o stavební délce 14,367 km se stal součástí železniční trati Opava západ – Hlučín – Petřkovice.

### 3. úsek
Integrace Hlučínska do Československa znamenala i nabídku dostupných pracovních příležitostí. Mnoho pracovních míst nabízel ostravský průmysl, ale chybělo přímé spojení do Ostravy. Dne 24. července 1921 Ministerstvo financí ČR svým výnosem č. 62394/7887-1-1921 rozhodlo o dostavbě železniční trati Hlučín – Petřkovice. Rozhodnutí ministerstva bylo aktem, který umožnil stavbu projektu, o kterém se schůzovalo již v roce 1895, a psalo jako o velmi aktuálním. Zahájení provozu na úseku trati ohlásil Úřední list Republiky Československé dne 7. června 1925. V textu je trať nazvána „Místní dráha Kravaře ve Sl. - Hlučín - Hrušov". V neděli 14. června 1925 byla železniční doprava na trati z Hlučína do Petřkovic o provozní délce 6,897 km slavnostně zahájena.  List „Moravec" psal o dokonalém spojení Opavy s nejvýchodnější částí Hlučínska a zmínil též holdovací telegram prezidentu republiky zaslaný starostou Petřkovic.
Stavba byla zadána firmě inž. Vojáček a Prášil, dále firmě inž. Man a Morávek a firmě bratři Špačkové. Na stavbě byli zaměstnáni také italští dělníci, kteří pracovali na vybudování desetimetrového zářezu. V Petřkovicích byl vybudován ocelový železniční most s betonovými pilíři. Doprava byla provozována do stanice Petřkovice, s nákladištěm a zastávkou v Ludgeřovicích. V červnu 1927 byla za bývalou nemocnicí v Petřkovicích ještě zřízena zastávka Petřkovice doly. Již 6. června 1927 se musela sejít komise kvůli svážlivému svahu v km 20.6/7. a zamýšlenému propustku v tomto místě. Při povodních 27. října 1930 byla poškozena trať v Petřkovicích a vlak ukončoval svou jízdu asi kilometr od stanice Petřkovice. V dubnu 1945 byl ustupujícími německými vojáky zničen v Petřkovicích ocelový most. Po válce již nebyl most obnoven a vlaková doprava byla provozována jen do zastávky Petřkovice doly. 

### Nevyřešené spojení s Ostravou
Železnice s parní trakcí se 14. června 1925 přiblížila k Ostravě, ale přímé spojení Hlučínska nebylo vyřešeno. Proto se už během stavby 3. úseku objevil projekt, který měl vyřešit jak přímé spojení, tak odstranit těžkopádnou parní trakci. Řešením měla být elektrická dráha napojená na tramvajovou síť Společnosti moravských místních drah, která by byla směrem na Petřkovice rozšířena. Teprve 20. října 1930 byla uzavřena smlouva, kterou město získalo pozemky potřebné k vybudování podjezdu pro tramvaje pod železniční tratí. Už v roce 1908 vyzývaly Vítkovické železárny k prodloužení tramvajových tratí k jámě Anselm v Petřkovicích a lákaly na perspektivu dopravy v objemu 30 tisíc vagonu uhlí ročně.
Ministerstvo železnic udělilo obci Petřkovice koncesi na stavbu elektrické dráhy z Hlučína přes Petřkovice do Přívozu. Město Ostrava si vyhradilo právo požadovat po ČSD polovinu nákladů na prodloužení místní dráhy do Petřkovic.
Stavba tramvajové trati stagnovala, a tak Společnost moravských místních drah zavedla autobusovou linku až k mostu přes Odru, jak ji dovolovala koncese. Pokud převezla cestující přes Odru, narazila na odpor Československé státní pošty, jako provozovatele autobusové linky Ostrava-Petřkovice. Autobusový provoz Československé státní pošty byl sloučen v roce 1933 s autobusovým provozem ČSD. Od tohoto sloučení si cestující slibovali lepší spojení stanice Petřkovice s Moravskou Ostravou a nápravu stavu, kdy trať Opava - Petřkovice byla ukončena ve „slepé uličce". Ústředí slezských starostenských sborů se usneslo, že bude požadovat rozšíření železniční trati Opava-Petřkovice až do Moravské Ostravy.

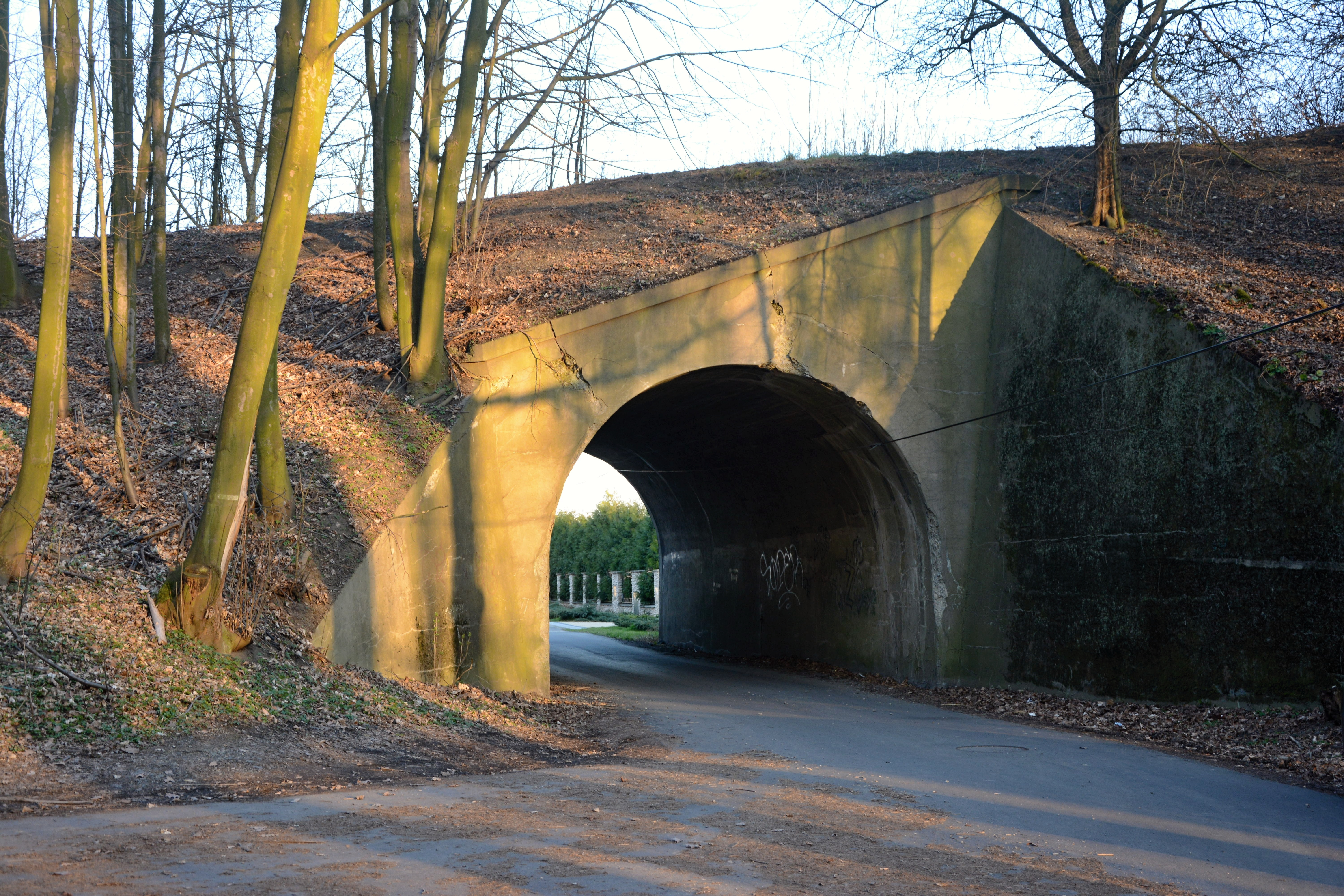
Silniční podjezd v náspu nedostavěné trati do Annabergu v Koblově

### Nedokončená odbočná trať z Petřkovic do Annabergu
Po problematickém jednání s majiteli dolů ohledně dalšího průběhu trasy a okamžitě po ukončení vyměřovacích prací byla v roce 1914 zahájena stavba úseku z Petřkovic do Annabergu. Práce byly velmi intenzivní a pracovalo se i v noci. Stavba byla přerušena v roce 1914, krátce po vypuknutí 1. světové války, kdy bylo 40 až 60 % délky úseku postaveno. Tento plánovaný poslední úsek z Petřkovic, přes Koblov do Annabergu se nikdy nedokončil, protože železniční spojení do Annabergu ztratilo na významu. Místo toho bylo navrhováno pokračování do Ostravy–Hrušova, které by umožnilo přímé železniční spojení Hlučína s Ostravou. Trasování přes Koblov bylo snáze proveditelné než trasování přes Petřkovice, které by se muselo vypořádat s nepříznivými „výškovými poměry". Schůze zástupců ČSD, samosprávy a průmyslníků učinila závěr, že spojení přes Hrušov nesplňuje požadavek rychlého spojení Hlučínska s Ostravou. Dalším důvodem byl plán otevřít v Koblově nový důl.

### Využití 3. úseku

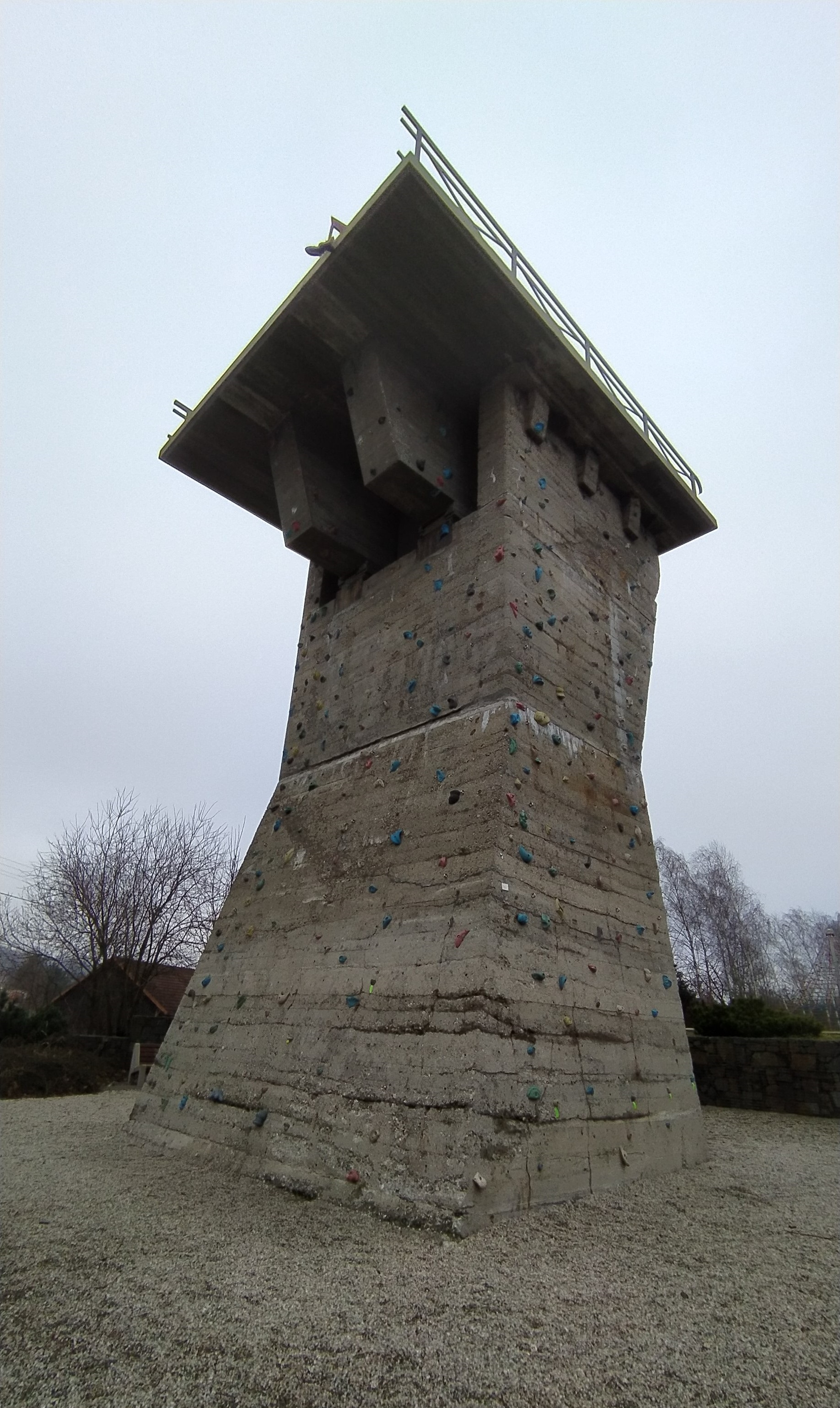
Pilíř bývalého mostu v Petřkovicích, využívaný jako cvičná stěna k horolezectví

Přímé spojení Hlučínska s Ostravou bylo vyřešeno až v roce 1950, kdy byla vybudována tramvajová trať z Ostravy do Petřkovic, nazvaná „Trať míru".  Dopravní podniky města Ostravy odkoupily trať Hlučín – Petřkovice, kterou elektrizovaly a propojily s tramvajovou tratí do Petřkovic. Tramvajová doprava na trati trvala až do roku 1982, kdy byla doprava mezi smyčkou Hlučínská a Hlučínem pro špatný technický stav trati zastavena. Trať byla poté snesena, a na jejím tělese byla vybudována silnice I/56.

### Přelom 20. a 21. století
V devadesátých letech 20. století se ukázalo, že most mezi Hlučínem a Kozmicemi v km 13,211 je v havarijnímu stavu. Byla na něm provedena provizorní oprava a trvale snížena rychlost na 20 km/h.[zdroj⁠?!]
V červenci 1997 byl provoz na trati přerušen v důsledku poškození tratě po povodni.
Dne 5. prosince 2000 bylo v úseku Kravaře ve Slezsku – Hlučín zavedeno zjednodušené řízení dopravy podle předpisu D3 a v dopravnách Dolní Benešov a Hlučín byly instalovány samovratné výhybky s indikací polohy zábleskovým světlem. Zastávky v tomto úseku byly vybaveny rozhlasovým informačním zařízením. V roce 2001 byly sneseny nepoužívané manipulační koleje.[zdroj?] V úseku Opava východ – Kravaře došlo do roku 2006 téměř v celé délce k obnově železničního svršku.[zdroj?] V roce 2009 byla provedena rekonstrukce zmiňovaného mostu mezi Hlučínem a Kozmicemi.
Od jízdního řádu 2011/2012 došlo k přejmenování zastávky Zábřeh u Hlučína na Dolní Benešov–Zábřeh.
Část bývalé železniční trati (pod zaniklým železničním mostem) je využívaná pro rekreační a sportovní účely. Vznikl zde malý park, dětské hřiště, cvičná horolezecká stěna se značnými lezeckými cestami a malá rozhledna či vyhlídka – Petřkovická vyhlídka.[zdroj?]
K dalšímu zastavení provozu v důsledku povodně došlo v půlce září 2024. Provoz byl z důvodu zaplavení tratě zastaven večer 14. září, hladina řeky Opavy kulminovala následující den večer, přičemž voda odnesla v úseku Opava zastávka – Malé Hoštice část železničního náspu a došlo rovněž k poškození mostu. Povodeň také uvěznila ve stanici Kravaře ve Slezsku dvě jednotky řady 814. Ty byly z Kravař odvezeny po silnici na konci října 2024, neboť tehdy odhadovala Správa železnic obnovení provozu na polovinu roku 2025. Poškození trati však bylo větší než se původně očekávalo a tak rok po záplavách odhadovala Správa železnic obnovení provozu až na rok 2027.

## Budoucnost
V rámci projektu rozvoje železniční sítě si České dráhy nechaly vypracovat technicko-ekonomickou a územně-technickou studii kolejového spojení Hlučín–Ostrava, kde bylo jako nejvýhodnější řešení navrženo vybudování systému vlakotramvaje.

## Provoz na trati
Od jízdního řádu 2002/2003 došlo k zavedení taktové osobní dopravy s intervalem 60 minut. Od jízdního řádu 2008/2009 je navíc v době ranní špičky v úseku Dolní Benešov – Opava východ zaveden jeden osobní vlak mimo standardní interval. Od jízdního řádu 2019/2020 nasazují České dráhy na osobních vlacích motorové jednotky Regionova, motorové vozy 810 s přípojnými vozy nebo vlaky složené z vozů Btax a BDtax taženy lokomotivou 714. Vlaky jsou integrovány v ODIS jako linka S11.[zdroj?] V nákladní dopravě byl ještě v roce 2003 veden jeden pár manipulačních vlaků.

## Stanice a zastávky

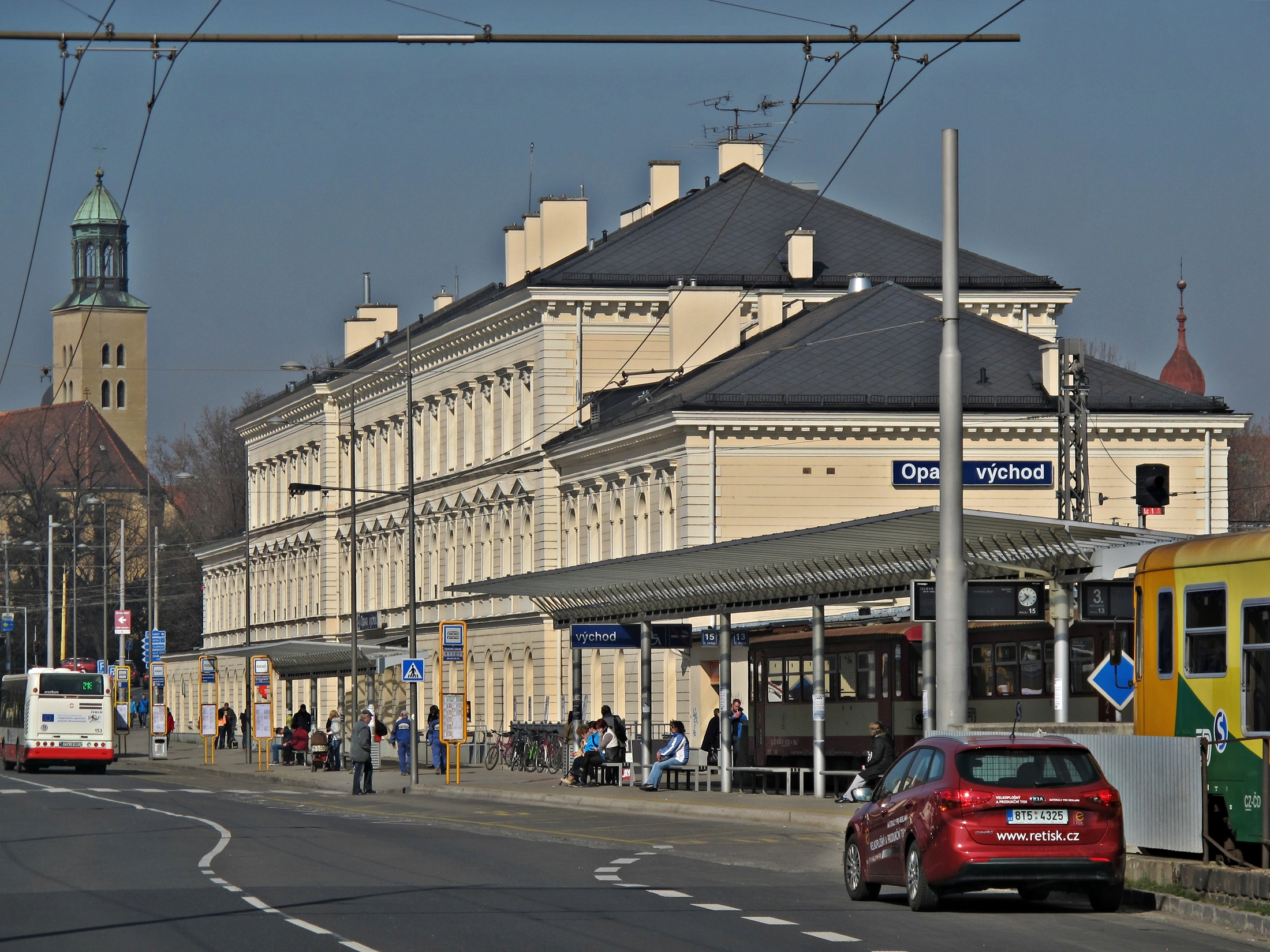
Opava východ
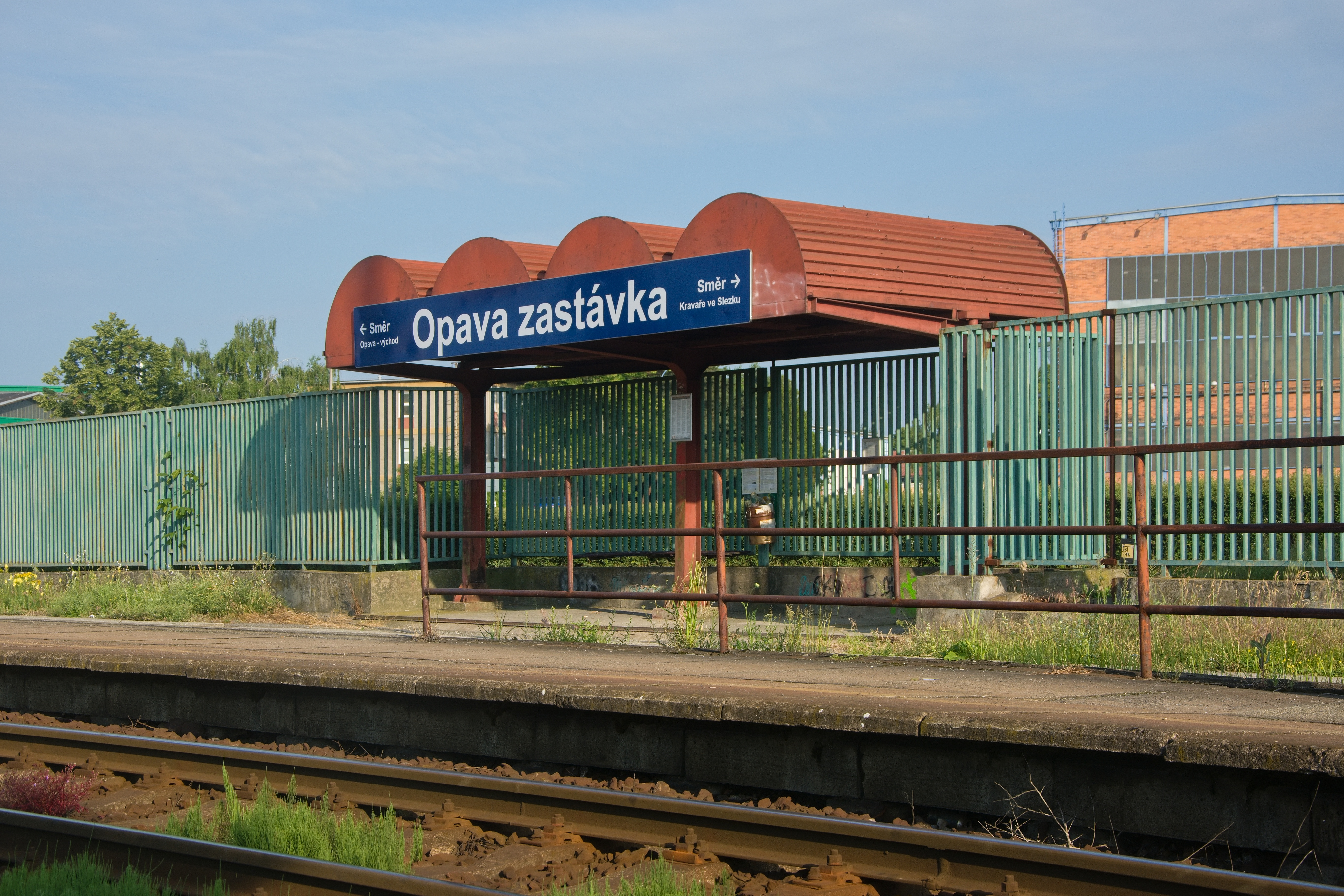
Opava zastávka
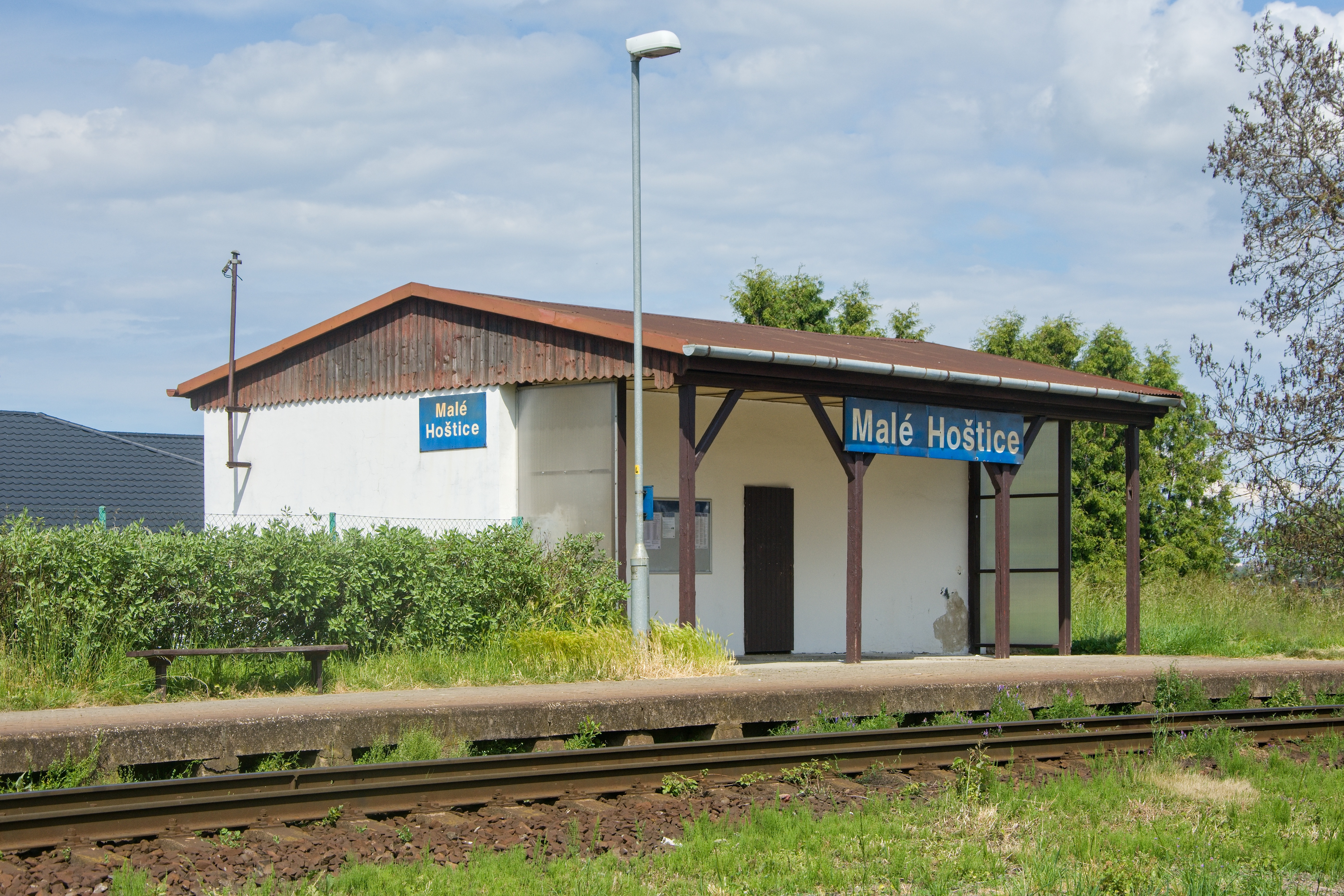
Malé Hoštice
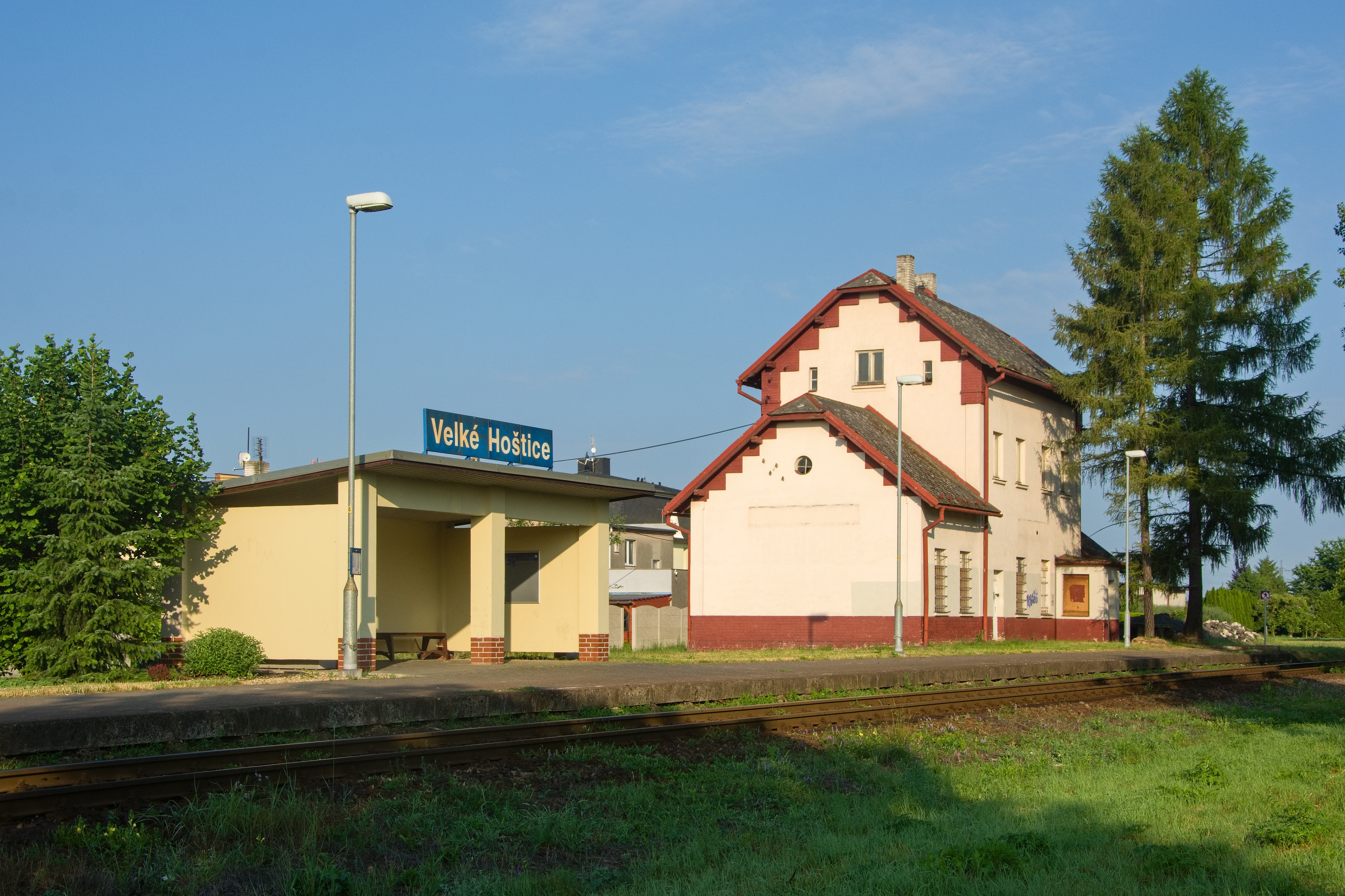
Velké Hoštice
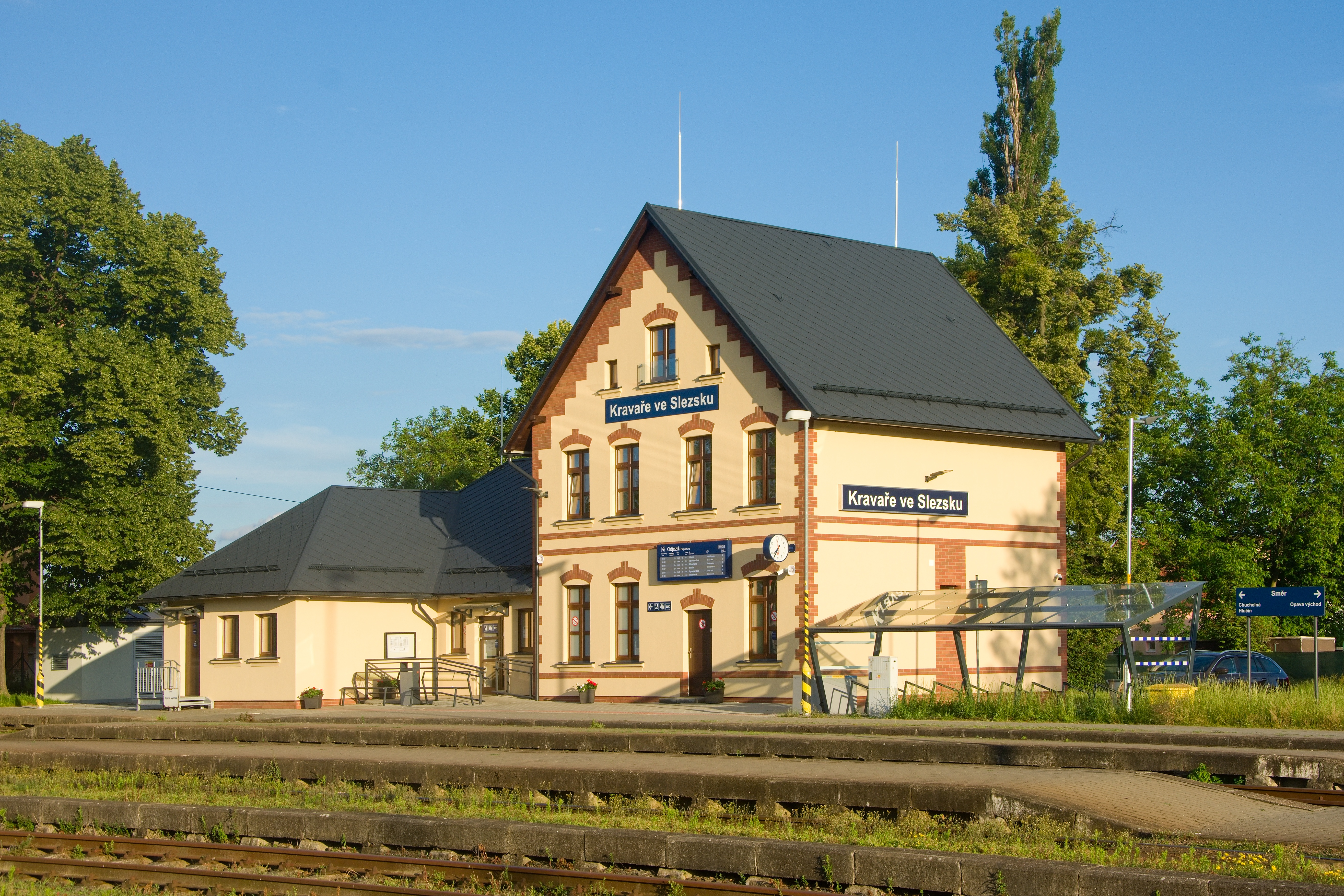
Kravaře ve Slezsku
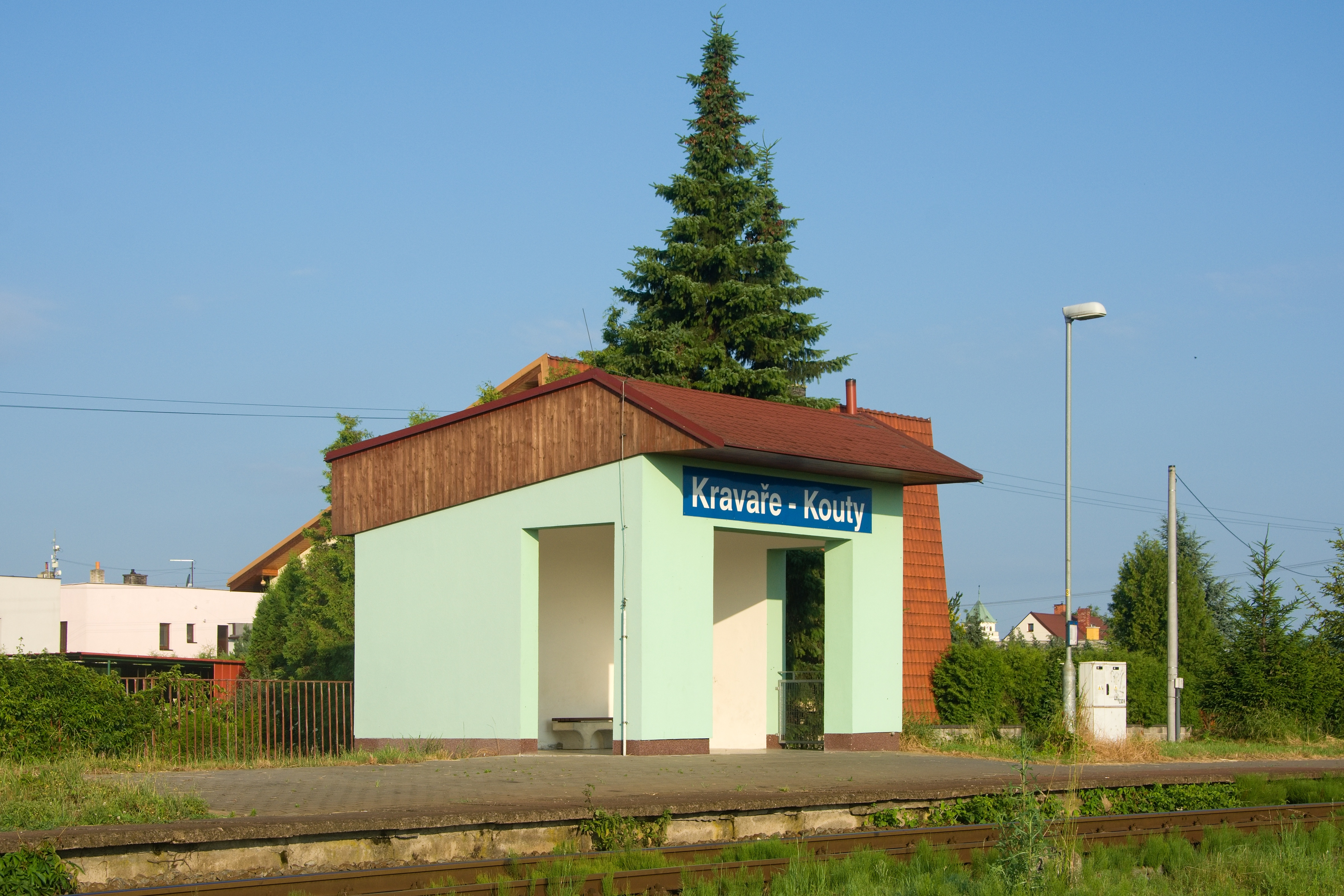
Kravaře-Kouty
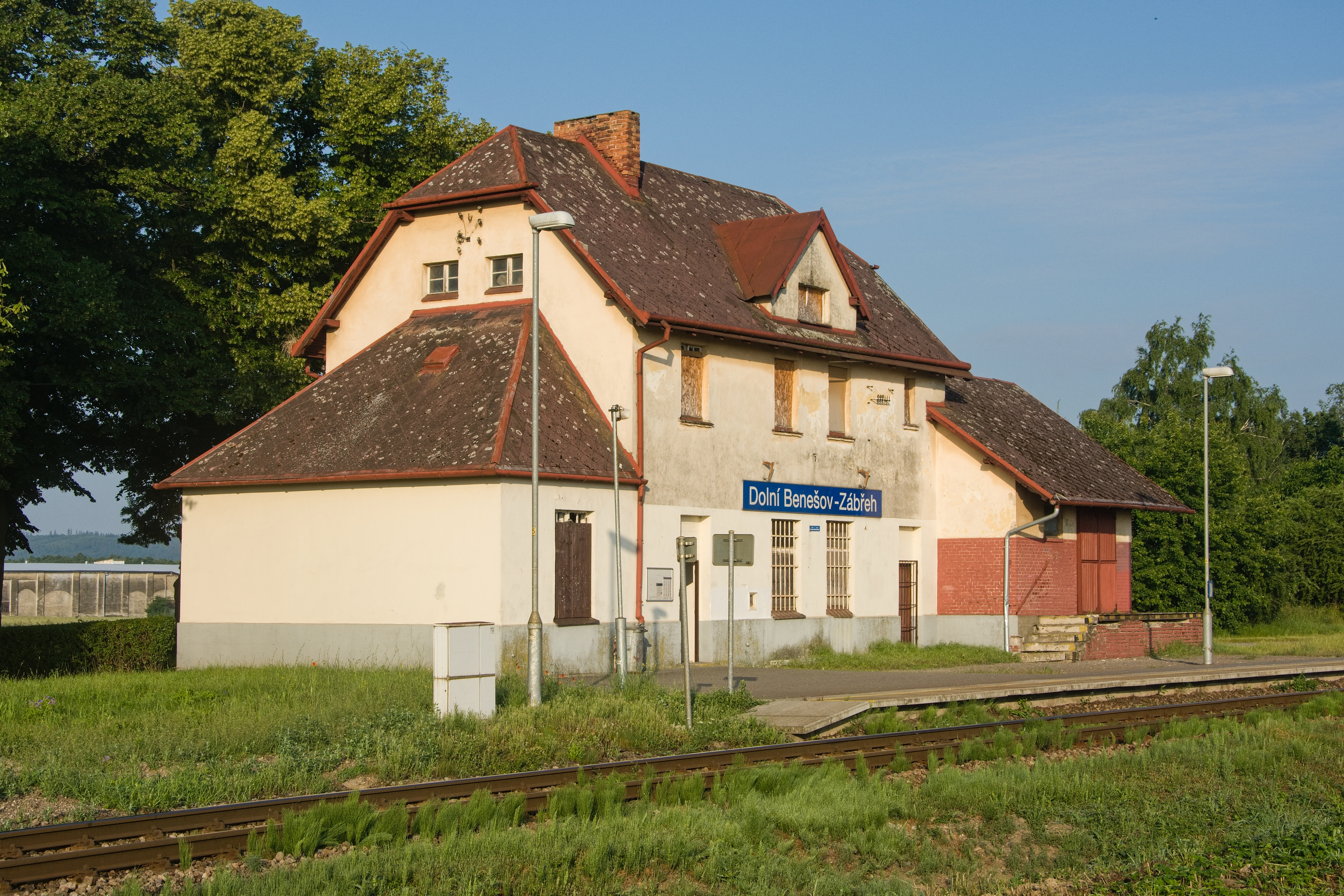
Dolní Benešov-Zábřeh
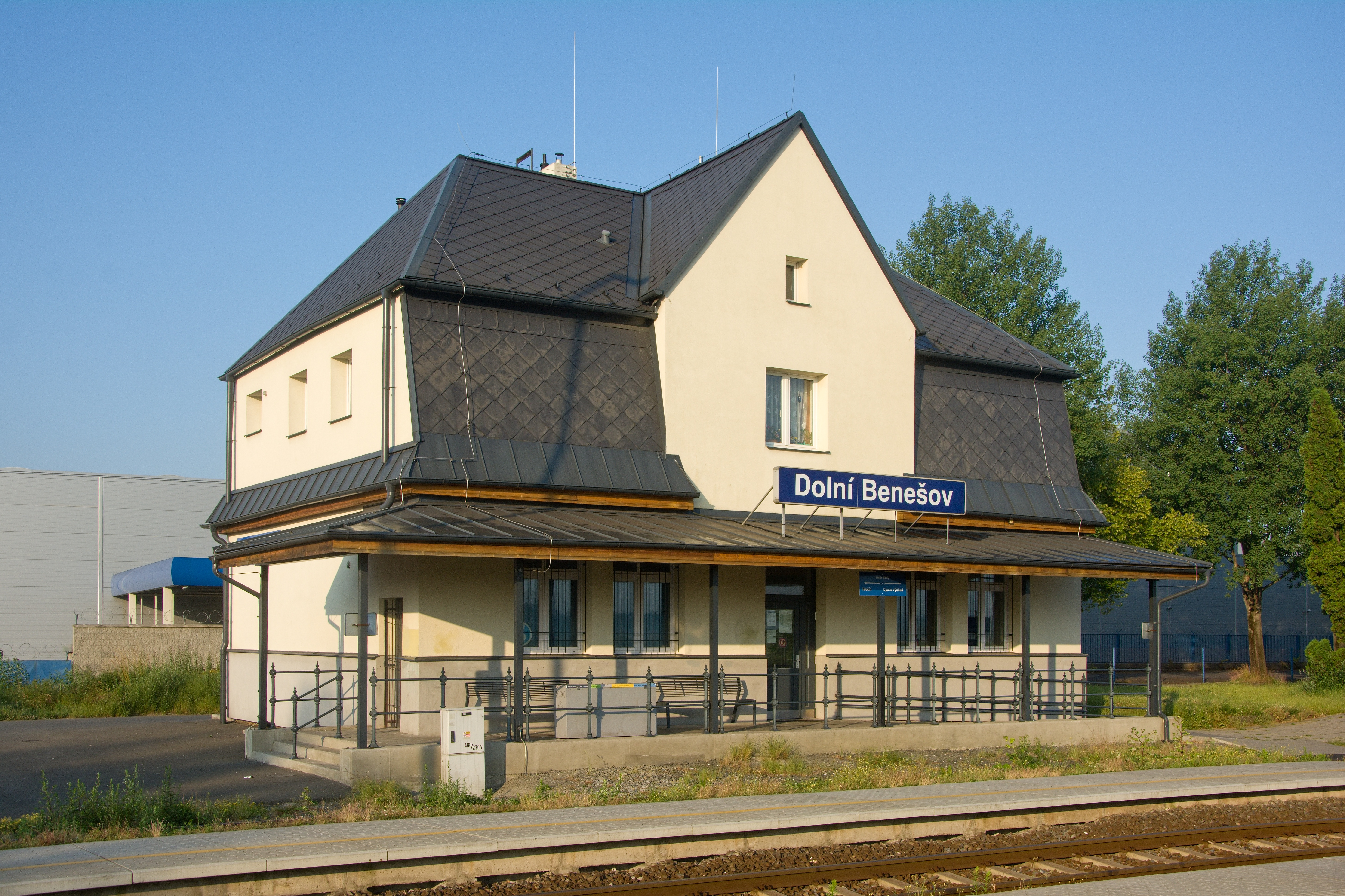
Dolní Benešov
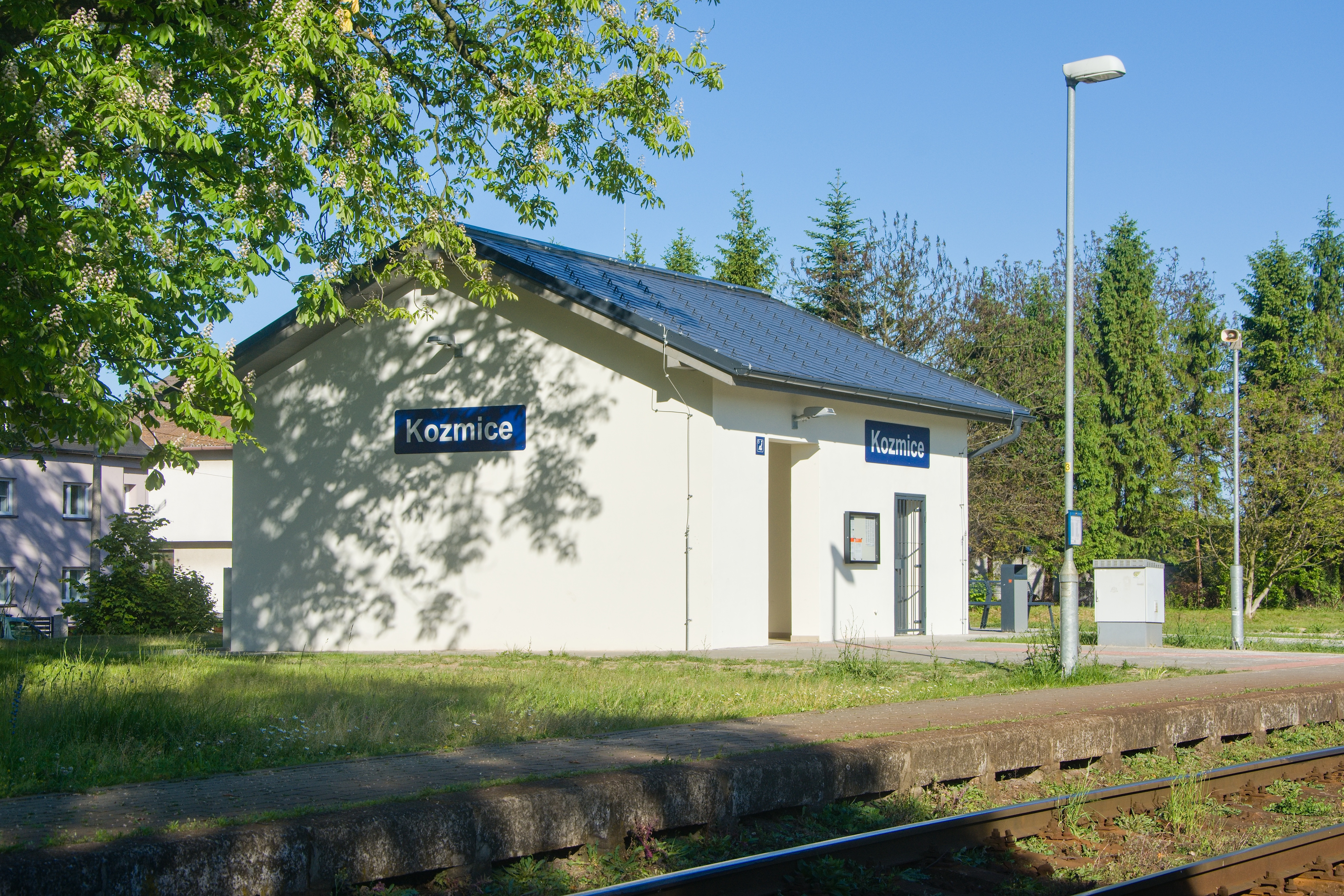
Kozmice
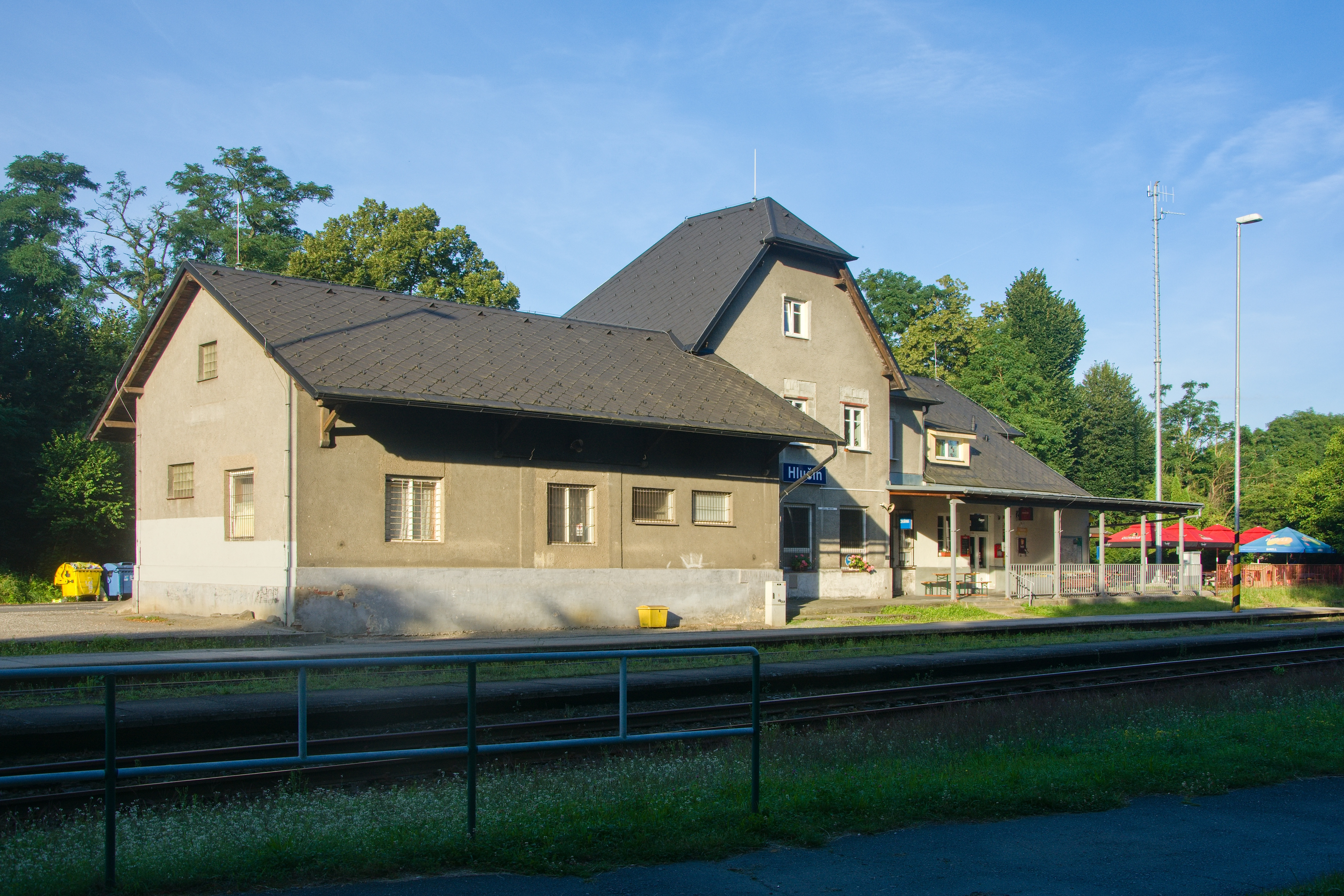
Hlučín
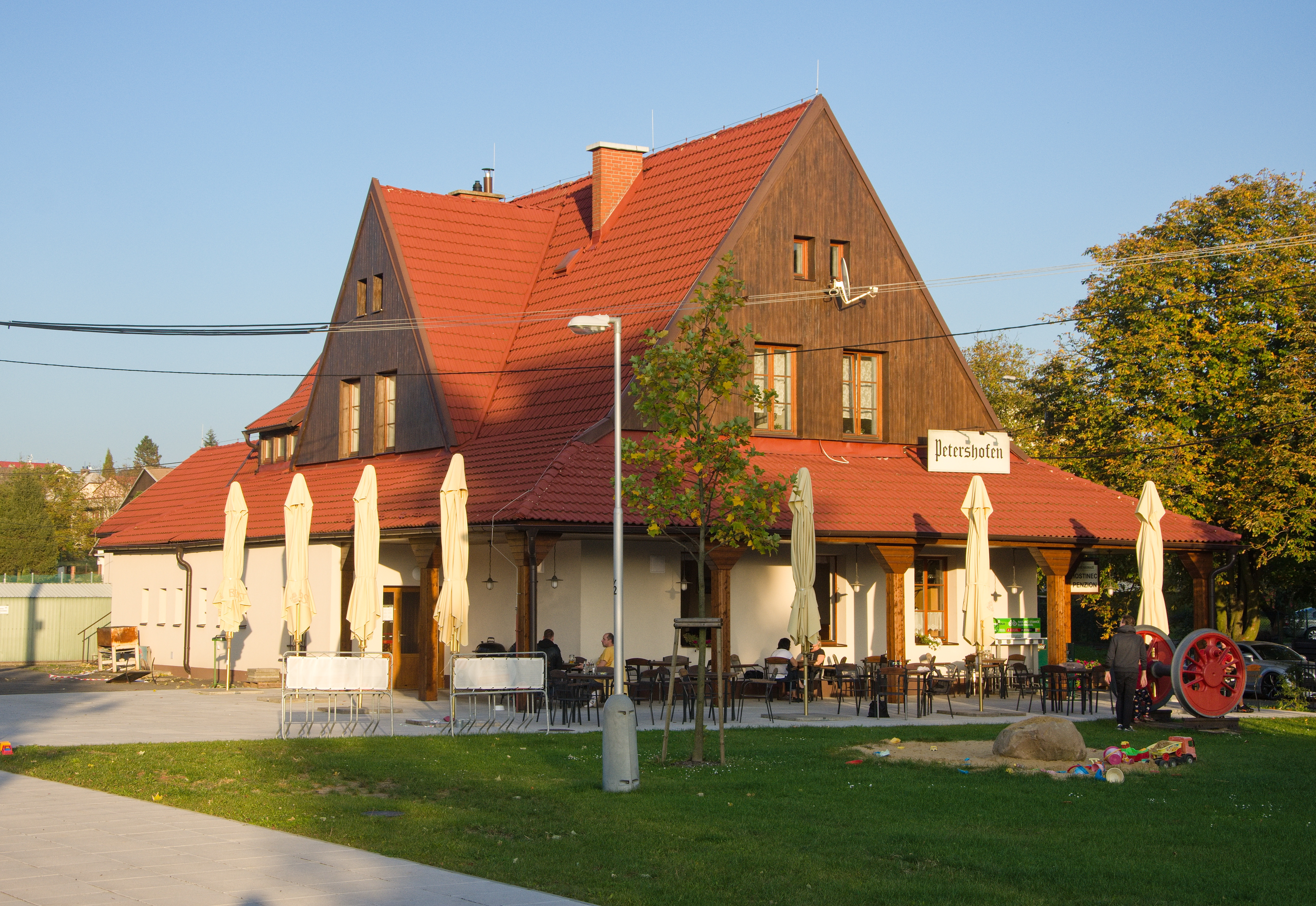
Petřkovice (zrušená)